# 陳圖
陳圖，河南省光州直隸州人，清朝政治人物。同進士出身。
光緒二年（1876年），參加丙子恩科會試，得貢士。殿試登進士3甲第7名。同年五月（6月3日），授內閣中書。